# Liste der Biografien/Fris
Liste der Biografien |
Portal Biografien |
Personensuche
# |
A |
B |
C |
D |
E |
F |
G |
H |
I |
J |
K |
L |
M |
N |
O |
P |
Q |
R |
S |
T |
U |
V |
W |
X |
Y |
Z |
?
 
Fa |
Fe |
Ff |
Fh |
Fi |
Fj |
Fk |
Fl |
Fm |
Fn |
Fo |
Fr |
Ft |
Fu |
Fy
 
Fra |
Frc |
Fre |
Frg |
Fri |
Frk |
Frl |
Fro |
Frr |
Fru |
Fry
 
Fria |
Frib |
Fric |
Frid |
Frie |
Frig |
Frih |
Frii |
Frij |
Frik |
Fril |
Frim |
Frin |
Frio |
Frip |
Frir |
Fris |
Frit |
Friv |
Friz
Die Liste der Biografien führt alle Personen auf, die in der deutschsprachigen Wikipedia einen Artikel haben. Dieses ist eine Teilliste mit 197 Einträgen von Personen, deren Namen mit den Buchstaben „Fris“ beginnt.

## Fris
- Fris, Iryna (* 1974), ukrainische Politikerin
- Friš, Jan (* 1995), tschechischer Mittel- und Langstreckenläufer
- Fris, Kristijan (* 1984), serbischer Ringer
- Fris, Maria (1932–1961), deutsche Ballerina

### Frisa
- Frisa, Daniel (* 1955), US-amerikanischer Politiker
- Frisak, Live (* 1989), norwegische Skispringerin

### Frisb
- Frisbee, Lonnie (1949–1993), amerikanischer Evangelist
- Frisbie, Amanda (* 1992), US-amerikanische Fußballspielerin
- Frisbie, Robert Dean (1896–1948), US-amerikanischer Schriftsteller
- Frisby, David (1944–2010), britischer Soziologe und Hochschullehrer

### Frisc
- Frisch, Aileen (* 1992), deutsche Rennrodlerin
- Frisch, Albert (1840–1918), deutscher Lithograf, Fotograf, Drucker und Verleger
- Frisch, Alexander (* 1975), deutscher Basketballspieler
- Frisch, Alfred (1913–2009), deutscher Journalist in Frankreich
- Frisch, Andreas († 1661), österreichischer Tischler und Altarbauer
- Frisch, Anja (* 1976), deutsche Schriftstellerin
- Frisch, Anton (1889–1963), österreichischer Hochschullehrer und Politiker (ÖVP), Vorsitzender des Bundesrates, Abgeordneter zum Nationalrat
- Frisch, Anton (* 1954), österreichischer Politiker (FPÖ), Landtagsabgeordneter in Tirol
- Frisch, Anton von (1849–1917), österreichischer Urologe
- Frisch, Arno (* 1975), österreichischer Filmschauspieler
- Frisch, Christian (1891–1954), dänischer Radrennfahrer
- Frisch, Christian (* 1938), österreichischer Radrennfahrer
- Frisch, Christian von (1807–1881), deutscher Pädagoge und Politiker, MdR
- Frisch, Christoph M. (* 1959), deutscher Künstler
- Frisch, Cyrus (* 1969), niederländischer Avantgarde-Filmemacher, Bühnenautor und Dramatiker
- Frisch, Eduard Wassiljewitsch (1833–1907), deutsch-baltischer Jurist und Politiker, Vorsitzender des russischen Staatsrates
- Frisch, Efraim (1873–1942), deutscher Schriftsteller
- Frisch, Ernst von (1878–1950), österreichischer Bibliothekar
- Frisch, Ewald von (1803–1872), mecklenburgischer Gutsbesitzer und Kommunist
- Frisch, Fredrik (* 1999), deutscher Volleyballspieler
- Frisch, Friedrich (1813–1886), deutscher Tiermaler
- Frisch, Fritz, deutscher Turner
- Frisch, Georg († 1620), österreichischer Tischler und Altarbauer
- Frisch, Hans von (1875–1941), österreichischer Jurist und Hochschullehrer
- Frisch, Harry L. (1928–2007), US-amerikanischer Physikochemiker
- Frisch, Hartvig Marcus (1754–1816), dänisch-deutscher Kaufmann
- Frisch, Helmut (1936–2006), österreichischer Wirtschaftswissenschaftler und Vorsitzender des Staatsschuldenausschusses in Österreich
- Frisch, Hermann-Josef (* 1947), deutscher Sachbuchautor, Religionspädagoge und römisch-katholischer Priester im Erzbistum Köln
- Frisch, Jeffrey (* 1984), italienisch-kanadischer Skirennläufer
- Frisch, Johann (1636–1692), deutscher Pastor
- Frisch, Johann Christian (* 1651), Schweizer Bildhauer und Tischler
- Frisch, Johann Christoph (1738–1815), preußischer Hofmaler in Berlin
- Frisch, Johann Friedrich (1715–1778), deutscher evangelischer Theologe
- Frisch, Johann Gottfried († 1732), bayerischer Bildhauer
- Frisch, Johann Leonhard (1666–1743), deutscher Naturforscher und Kupferstecher
- Frisch, Johannes (* 1628), österreichischer barocker Bildhauer und Tischler in Linz und Stadtamhof
- Frisch, Josef (1931–2017), deutscher Fußballspieler
- Frisch, Justinian (1879–1949), österreichischer Journalist und Übersetzer
- Frisch, Karl Friedrich (1808–1874), deutsch-schwedischer Geograph und Übersetzer
- Frisch, Karl von (1886–1982), österreichischer Hochschullehrer, Biologe, Zoologe, Nobelpreisträger
- Frisch, Lore (1925–1962), deutsche Schauspielerin
- Frisch, Lutz (* 1944), deutscher Politiker (CDU), MdL
- Frisch, Marianne (* 1939), deutsche literarische Übersetzerin
- Frisch, Marie von (1844–1925), österreichische Autorin und die Frau von Anton von Frisch
- Frisch, Max (1911–1991), Schweizer Architekt und SchriftstellerMax Frisch (1911–1991)

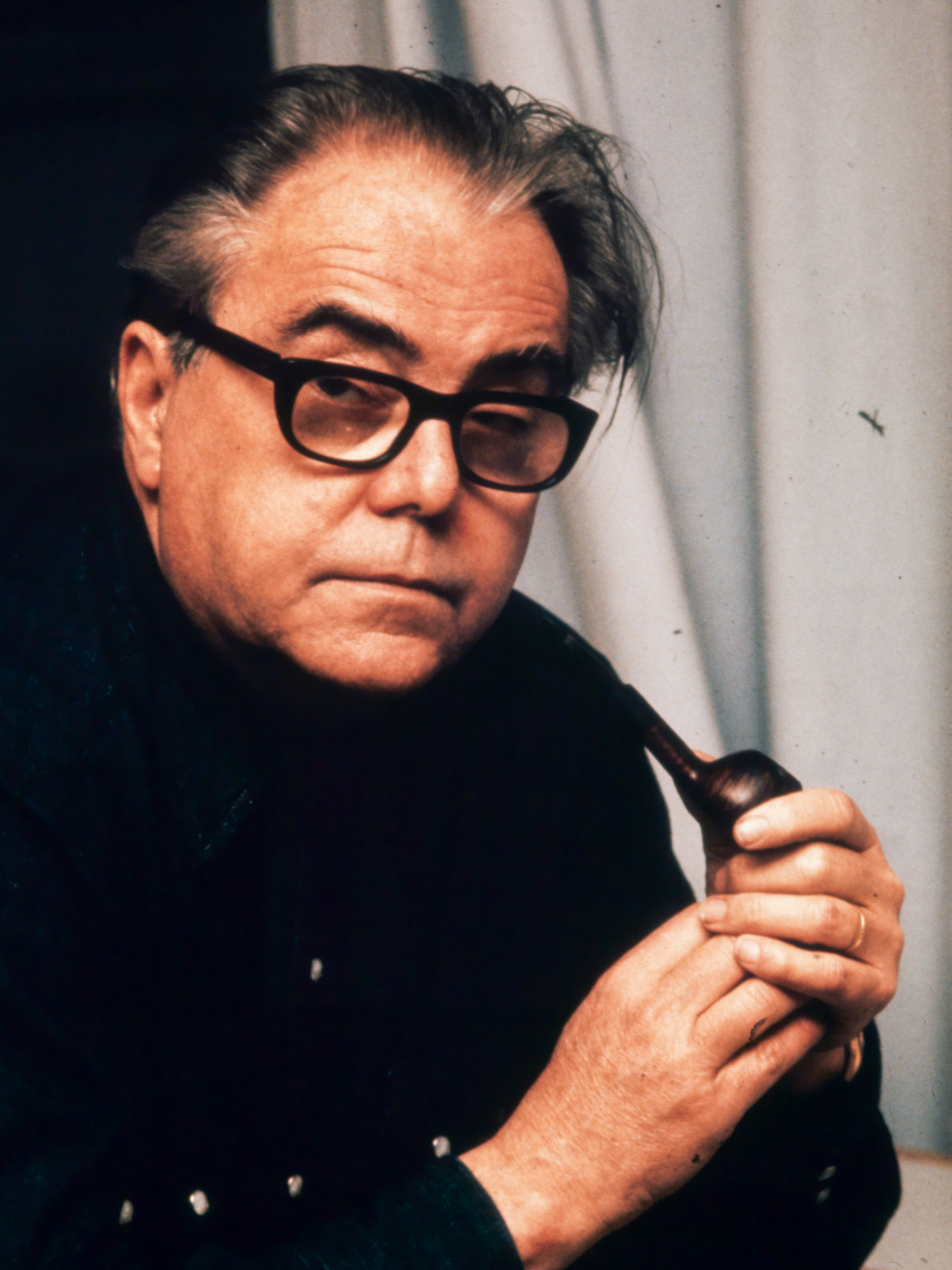
Max Frisch (1911–1991)

- Frisch, Mechtild (* 1943), deutsche Malerin und Objektkünstlerin
- Frisch, Michael (* 1957), deutscher Politiker (parteilos, AfD), MdL
- Frisch, Otto (1904–1979), österreichisch-britischer Atomphysiker
- Frisch, Otto von (1929–2008), deutscher Zoologe
- Frisch, Peter (1935–2018), deutscher Jurist, Präsident des Bundesamts für Verfassungsschutz (1996–2000)
- Frisch, Peter (1942–2015), deutscher Klassischer Philologe, Epigraphiker und Papyrologe
- Frisch, Ragnar Anton Kittil (1895–1973), norwegischer Ökonom
- Frisch, Samuel Gottlob (1765–1829), deutscher lutherischer Theologe
- Frisch, Sergei Eduardowitsch (1899–1977), russischer Physiker und Hochschullehrer
- Frisch, Stefanie, deutsche Fremdsprachendidaktikerin
- Frisch, Theodor (1913–1980), deutscher Politiker (CDU)
- Frisch, Uriel (* 1940), französischer Angewandter Mathematiker
- Frisch, Walther (1879–1966), deutscher Jurist und Kommunalpolitiker
- Frisch, Wilhelm (1891–1940), deutscher Politiker
- Frisch, Wolfgang (* 1943), deutscher Rechtswissenschaftler
- Frisch, Wolfgang (* 1943), deutsch-österreichischer Geologe
- Frisch, Wolfgang (* 1974), österreichischer Musiker und Komponist
- Frisch-Gerlach, Theo (1907–1983), österreichischer Schauspieler, Theaterregisseur, Hörspielsprecher und Hörspielautor
- Frisch-von Meyenburg, Gertrud (* 1916), Schweizer Architektin und erste Ehefrau des Schriftstellers Max Frisch
- Frischauer, Paul (1898–1977), österreichischer Romanautor und Journalist
- Frischauer, Willi (1906–1978), österreichisch-britischer Journalist
- Frischauf, Johannes (1837–1924), österreichischer Mathematiker, Physiker, Astronom, Geodät und Alpinist
- Frischauf, Norbert (* 1968), österreichischer Hochenergiephysiker
- Frischbier, Hans-Joachim (* 1932), deutscher Radiologe und Hochschullehrer
- Frischbier, Hermann (1823–1891), deutscher Lehrer und Volkskundler
- Frische, Arnold (1869–1944), deutscher Bildhauer und Genremaler
- Frische, Emil (* 1872), deutscher Genremaler
- Frische, Hartmut (* 1946), deutscher Pfarrer der Evangelischen Kirche von Westfalen und Autor
- Frische, Heinrich Ludwig (1831–1901), deutscher Landschaftsmaler
- Frische, Rudolf (1859–1923), deutscher Maler
- Frischeis, Stefanie (* 1977), österreichische Schauspielerin
- Frischeisen-Köhler, Max (1878–1923), deutscher Philosoph, Psychologe und Pädagoge
- Frischen, Carl Ludwig (1830–1890), deutscher Ingenieur
- Frischen, Josef (1863–1948), deutscher Dirigent, Theater- und Musikdirektor sowie Kapellmeister, Komponist
- Frischenschlager, Friedhelm (* 1943), österreichischer Politiker (FPÖ, LIF), Abgeordneter zum Nationalrat, MdEPFriedhelm Frischenschlager (* 1943)

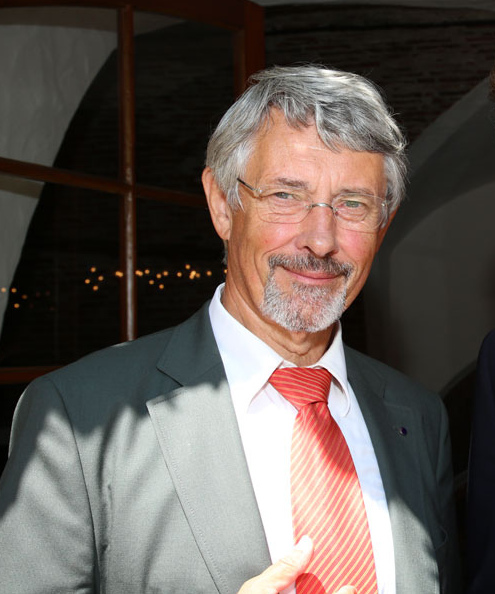
Friedhelm Frischenschlager (* 1943)

- Frischenschlager, Michael (* 1935), österreichischer Violinist
- Frischherz, Johann (1587–1640), bernischer Magistrat
- Frischholz, Ulrike (* 1985), deutsche Roller Derby-Spielerin
- Frischholz, Wilhelm (1878–1943), deutscher Lehrer und Abgeordneter
- Frischhut, Markus (* 1975), österreichischer Jurist und Hochschullehrer
- Frisching, Franz Rudolf (1733–1807), Schweizer Offizier, Magistrat und Industrieller
- Frisching, Friedrich Rudolf von (1833–1906), Schweizer Landschaftsmaler der Düsseldorfer Schule
- Frisching, Gabriel (1656–1735), Schweizer Politiker
- Frisching, Gabriel (1666–1741), Schweizer Offizier und Bankier
- Frisching, Hans (1486–1559), Söldner und Magistrat
- Frisching, Johann (1668–1726), Schweizer Offizier und Magistrat
- Frisching, Johann Rudolf von (1761–1838), Schweizer Politiker der Helvetischen Republik und Offizier
- Frisching, Karl Albrecht von (1734–1801), Schweizer Politiker und Mitglied des Vollziehungsrates der Helvetischen Republik
- Frisching, Rudolf Emanuel (1698–1780), Offizier und Magitratsperson
- Frisching, Samuel (1605–1683), Schweizer Schultheiss, Schultheiss der Stadt und Republik Bern
- Frisching, Samuel (1638–1721), Schweizer Schultheiss, Schultheiss der Stadt und Republik Bern
- Frisching, Samuel Rudolf (1746–1809), bernischer Dragonerhauptmann
- Frisching, Susanna Margaretha († 1740), Berner Patrizierin
- Frisching, Vincenz († 1790), Offizier und Magistrat
- Frischke, Christian (* 1968), deutscher Fußballspieler
- Frischknecht, Arthur (1936–2000), Schweizer Radrennfahrer
- Frischknecht, Ernst (1939–2021), Schweizer Landwirt und Politiker
- Frischknecht, Fritz (1893–1983), Schweizer Maler
- Frischknecht, Hans (1922–2003), Schweizer Leichtathlet und Waffenläufer
- Frischknecht, Hans Eugen (* 1939), Schweizer Komponist, Organist, Chorleiter und Chembalist
- Frischknecht, Johann Konrad (1767–1842), Schweizer Weinhändler, Regierungsmitglied und Landammann
- Frischknecht, Johannes (1850–1911), Schweizer Textilunternehmer und Kantonsrat
- Frischknecht, Jürg (1947–2016), Schweizer Journalist und Schriftsteller
- Frischknecht, Oliver (* 1979), Schweizer Sänger, Schauspieler und Musicaldarsteller
- Frischknecht, Paulo (* 1961), portugiesischer Schwimmer
- Frischknecht, Peter (* 1946), Schweizer Radrennfahrer
- Frischknecht, Thomas (* 1970), Schweizer Radrennfahrer
- Frischkorn, Philip (* 1989), deutscher Jazzmusiker (Piano, Komposition)
- Frischkorn, William (* 1981), US-amerikanischer Radrennfahrer
- Frischlin, Jakob (1557–1621), württembergischer Lateinschulmeister und Schriftsteller
- Frischlin, Nicodemus (1547–1590), späthumanistischer Philologe, neulateinischer Dramatiker und Lyriker
- Frischmann, Bärbel (* 1960), deutsche Philosophin und Professorin für Geschichte der Philosophie
- Frischmann, David (1859–1922), Schriftsteller
- Frischmann, Johannes (* 1980), österreichischer Spitzenbeamter und Pressesprecher des Bundeskanzlers
- Frischmann, Jörg (* 1963), deutscher Behindertensportler
- Frischmann, Justine (* 1969), britisch-amerikanische Britpop-Musikerin (Elastica) und Malerin
- Frischmannová, Ruth (1928–1945), tschechisches Opfer des Holocaust
- Frischmuth, Barbara (1941–2025), österreichische Schriftstellerin und ÜbersetzerinBarbara Frischmuth (1941–2025)

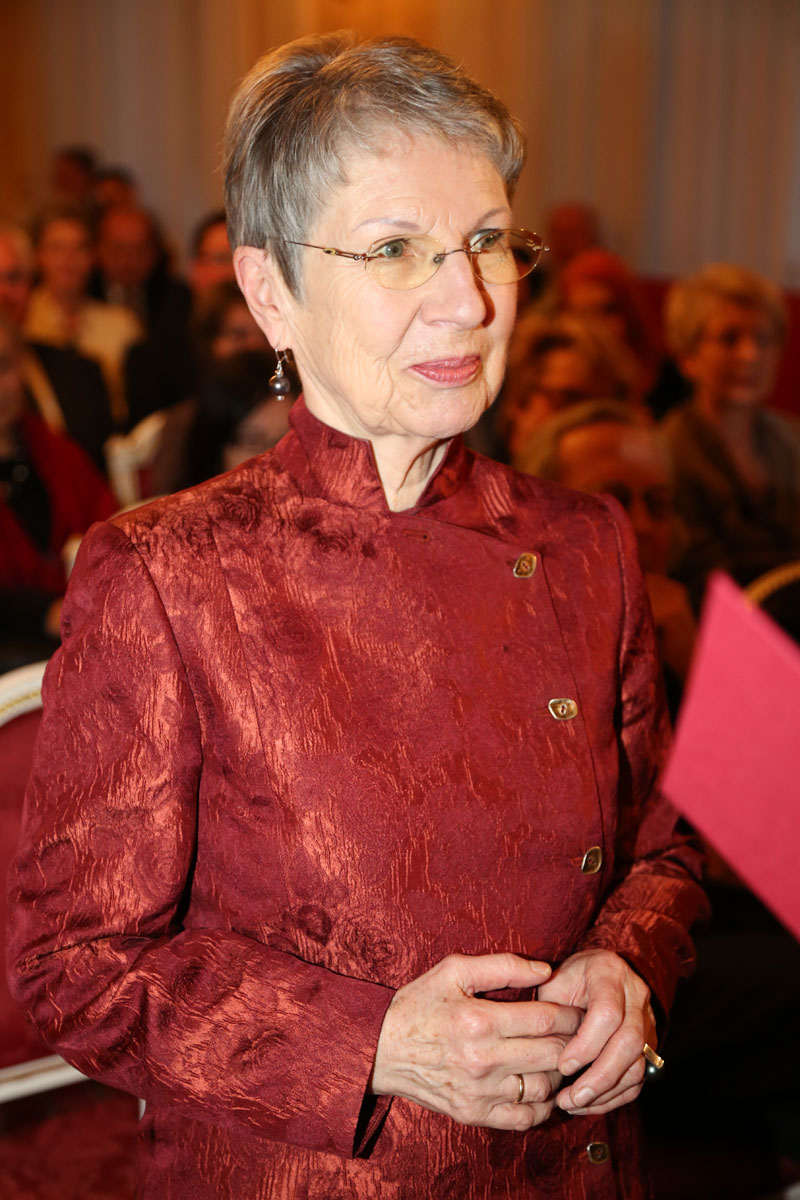
Barbara Frischmuth (1941–2025)

- Frischmuth, Felicitas (1930–2009), deutsche Schriftstellerin und Lyrikerin
- Frischmuth, Gert (1932–2012), deutscher Chorleiter und Musikpädagoge
- Frischmuth, Gertrud (1903–1987), deutsche evangelische Theologin und Pastorin
- Frischmuth, Hans, deutscher Drucker zur Zeit der Reformation
- Frischmuth, Johann (1619–1687), deutscher Orientalist
- Frischmuth, Johann (1741–1790), deutscher Schauspieler und Komponist
- Frischwasser, Erich (1932–1943), österreichisches Opfer der Shoa
- Frischwasser, Mathilde (1899–1943), österreichisches Opfer der Shoa
- Frisco Kid (* 1971), jamaikanischer Dancehall-Musiker

### Frise
- Frisé, Adolf (1910–2003), deutscher Journalist und Schriftsteller
- Frisé, Maria (1926–2022), deutsche Journalistin und Schriftstellerin
- Frisell, Bill (* 1951), US-amerikanischer Jazzgitarrist
- Frisell, Ellika (* 1953), schwedische Folkmusikerin
- Frisén, Jonas (* 1966), schwedischer Stammzellforscher und Neurowissenschaftler

### Frish
- Frishberg, Dave (1933–2021), amerikanischer Journalist und Jazzmusiker

### Frisi
- Frisi, Paolo (1728–1784), italienischer Mathematiker
- Frisina, Marco (* 1954), italienischer Musikkomponist und GeistlicherMarco Frisina (* 1954)

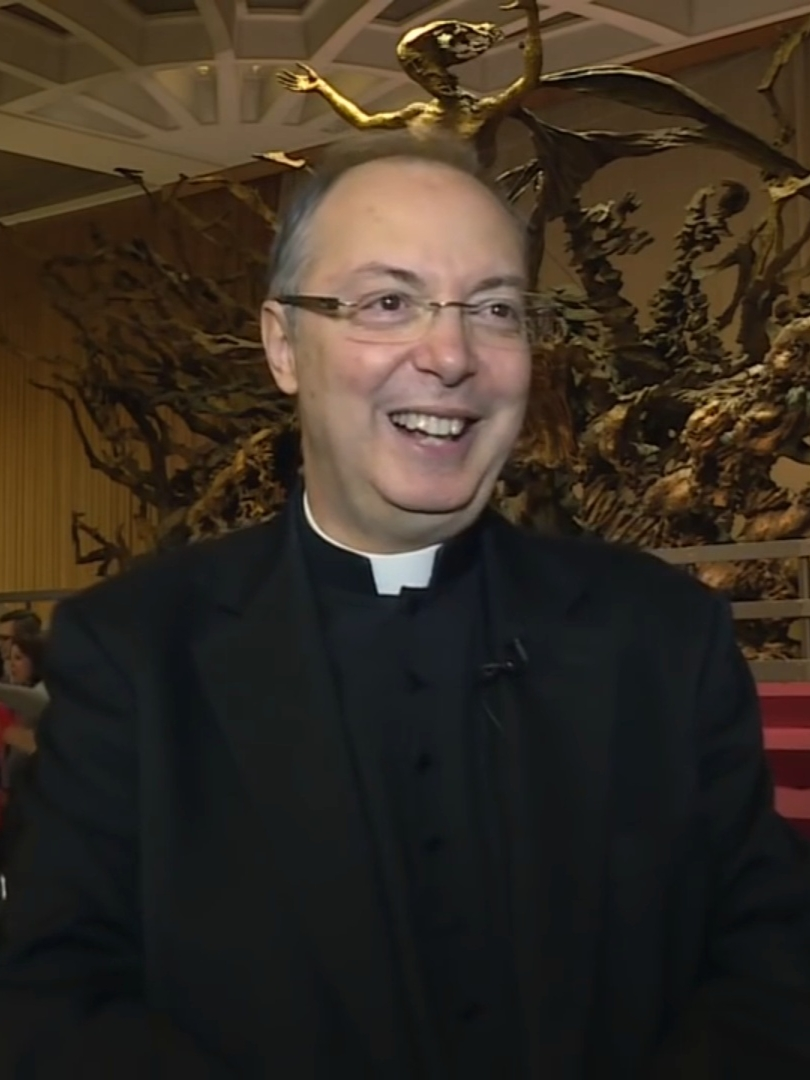
Marco Frisina (* 1954)

- Frising, Marc (* 1960), luxemburgischer Künstler
- Frisinghelli, Christine (* 1949), österreichische Kunsttheoretikerin, Herausgeberin und Kuratorin
- Frisius, Daniel († 1588), deutscher Rechtswissenschaftler, Hochschullehrer und Ratssekretär der Hansestadt Lübeck
- Frisius, Friedrich (1895–1970), deutscher Vizeadmiral im Zweiten Weltkrieg
- Frisius, Gemma R. (1508–1555), Mathematiker, Instrumentenbauer und Kartograf
- Frisius, Johannes Acronius († 1564), friesischer Gelehrter, Mathematiker und Astronom

### Frisk
- Frisk, Anders (* 1963), schwedischer FIFA-Schiedsrichter
- Frisk, Hjalmar (1900–1984), schwedischer Sprachwissenschaftler, Sprachforscher und Indogermanist
- Frisk, Johanna (* 1986), schwedische Fußballspielerin
- Friske, Elisabeth (1939–1987), deutsche Pilotin
- Friske, Hans-Jürgen (1950–2024), deutscher Medienwissenschaftler und Journalist
- Friske, Matthias (* 1968), deutscher Pfarrer, Regionalhistoriker und Literaturhistoriker
- Friske, Schanna Wladimirowna (1974–2015), russische Schauspielerin und Sängerin
- Friskin, James (1886–1967), schottisch-US-amerikanischer Pianist, Musikpädagoge und Komponist

### Frisl
- Frislie, Graeme (* 2001), australischer Radsportler

### Friso
- Friso von Oranien-Nassau (1968–2013), zweiter Sohn von Königin Beatrix und Prinz Claus der NiederlandeFriso von Oranien-Nassau (1968–2013)

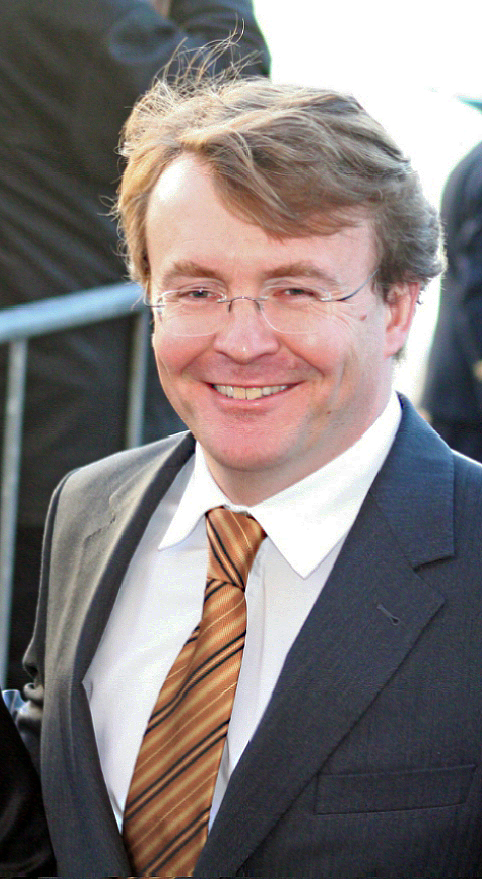
Friso von Oranien-Nassau (1968–2013)

- Friso, Mario (* 1983), Schweizer Rechtsextremist
- Frison, französischer Friseur in der Zeit König Ludwig XV.
- Frison, Alexander (1875–1937), Bischof
- Frison, Chiara (* 1969), italienische Italianistin
- Frison, Frederik (* 1992), belgischer Radrennfahrer
- Frison, Herman (* 1961), belgischer Radrennfahrer und Sportlicher Leiter
- Frison, Magdalena (1897–1938), russlanddeutsche römisch-katholische Märtyrin
- Frison, Roberto, italienischer Skispringer
- Frison-Roche, Roger (1906–1999), französischer Schriftsteller, Journalist und Abenteurer
- Frisoni, Claude (* 1954), französischer Schriftsteller, Schauspieler, Regisseur und Kulturmanager
- Frisoni, Donato Giuseppe (1683–1735), italienischer Baumeister
- Frisoni, Elisa (* 1985), italienische Bahnradsportlerin
- Frisoni, Enzo (* 1947), san-marinesischer Radrennfahrer
- Frisoni, Guido (* 1970), san-marinesischer Radrennfahrer

### Friss
- Frisse, Monika (* 1965), deutsche Basketballspielerin
- Frissell, Toni (1907–1988), US-amerikanische FotografinToni Frissell (1907–1988)

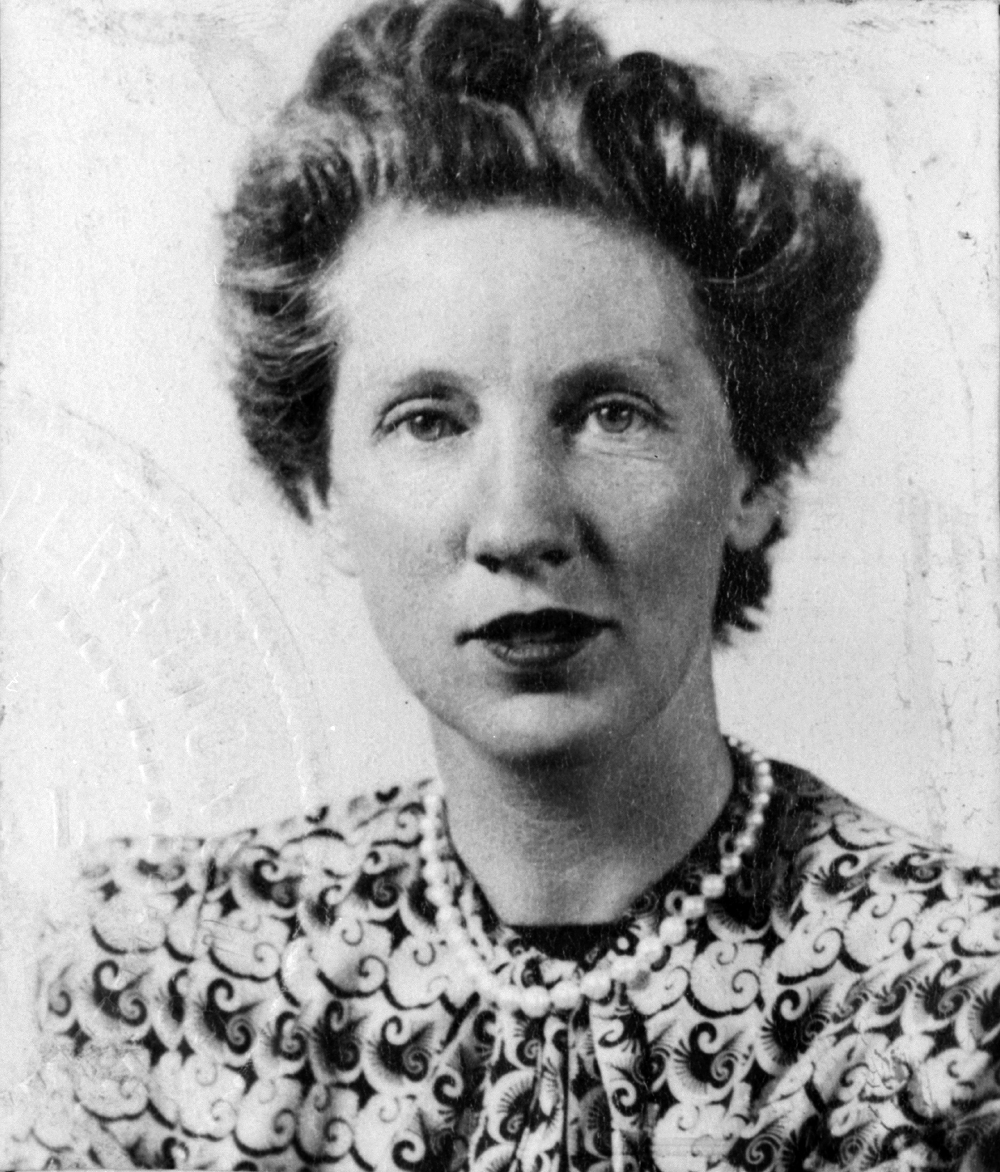
Toni Frissell (1907–1988)

- Frisselle, Brad (* 1948), US-amerikanischer Autorennfahrer und Rennstallbesitzer
- Frissen, Johan Jacob (1645–1702), Priester des Deutschen Ordens
- Frissen, Valerie (* 1960), niederländische Kommunikationswissenschaftlerin

### Frist
- Frist, Bill (* 1952), amerikanischer Politiker
- Fristacky, Norbert (1931–2006), slowakischer Informatiker
- Frištenský, Gustav (1879–1957), tschechischer Ringer
- Frister, Albrecht (1933–2022), deutscher Politiker (SPD), Bürgermeister und Senator
- Frister, Bernhard Heinrich (1778–1861), deutscher Politiker und Bürgermeister der Hansestadt Lübeck
- Frister, Erich (1927–2005), deutscher Lehrer und Gewerkschafter
- Frister, Helmut (* 1956), deutscher Rechtswissenschaftler
- Frister, Herbert (1899–1979), deutscher Landespolitiker (SPD/SED)
- Frister, Roman (1928–2015), polnisch-israelischer Journalist und Schriftsteller
- Friston, Karl J. (* 1959), britischer Neurowissenschaftler

### Frisv
- Frisvold, Sigurd (1947–2022), norwegischer General

### Frisz
- Friszke, Edmund (1902–1958), polnischer evangelischer Geistlicher